# Geelhartpatrijsduif
De geelhartpatrijsduif of goudborstduif (Gallicolumba rufigula) is een vogel uit de familie van de duiven van het geslacht Gallicolumba.

## Verspreiding en leefgebied
Deze soort is endemisch in Nieuw-Guinea en telt drie ondersoorten:
- G. r. rufigula: de westelijke Papoea-eilanden, noordelijk en zuidoostelijk Nieuw-Guinea.
- G. r. helviventris: de Aru-eilanden.
- G. r. alaris: zuidelijk Nieuw-Guinea.